# Deutschland (1933)
El Deutschland fue un crucero pesado alemán, líder de una clase de buques también conocidos como acorazados de bolsillo. Estuvo en servicio con la Kriegsmarine de la Alemania nazi durante la Segunda Guerra Mundial. Ordenado construir por el gobierno de la República de Weimar, fue puesto en grada en el astillero Deutsche Werke de Kiel en febrero de 1929 y completado en abril de 1933. Originalmente clasificado como un buque acorazado —panzerschiff— por la Reichsmarine, en febrero de 1940 la marina alemana reclasificó las dos unidades supervivientes de la clase como cruceros pesados. En 1940 fue renombrado Lützow tras la entrega del crucero pesado Lützow de clase Admiral Hipper a la Unión Soviética, donde fue renombrado Petropavlovsk.
El crucero entró en acción numerosas veces con la Kriegsmarine, incluidas varias patrullas de no intervención durante la guerra civil española en las que en una ocasión llegó a ser atacado por bombarderos del bando Republicano. Al estallido de la Segunda Guerra Mundial se encontraba navegando por el océano Atlántico Norte, preparado para atacar el tráfico mercante Aliado. El mal tiempo obstaculizó su misión, y solo hundió o capturó un puñado de barcos antes de regresar a Alemania. Entonces participó en la Operación Weserübung, la invasión de Noruega. Dañado en la batalla del estrecho Drøbak, volvió a Alemania para ser reparado. Estando en ruta fue torpedeado y dañado muy seriamente por un submarino británico. 
Las reparaciones se completaron en marzo de 1941, tras lo que el Lützow retornó a Noruega para reunirse con las fuerzas desplegadas contra los convoyes aliados hacia la Unión Soviética. Encalló durante un ataque planeado al convoy PQ 17, por lo que volvió otra vez a Alemania para ser arreglado. Su siguiente acción fue la batalla del mar de Barents junto al crucero pesado Admiral Hipper, que terminó sin la pretendida destrucción del convoy JW 51B. Los problemas en sus motores obligaron a una serie de reparaciones que culminaron en una revisión completa a fines de 1943, tras lo que el barco permaneció en el mar Báltico. Hundido por bombarderos de la RAF en abril de 1945 en el Kaiserfahrt, un canal que une la bahía de Szczecin con el Báltico, el Lützow fue usado como batería artillera para dar soporte a las tropas alemanas que combatían contra los soviéticos hasta el 4 de mayo de 1945. Ese día fue deshabilitado por su tripulación. Reflotado por la Armada Soviética en 1947, fue desguazado a lo largo de los dos años siguientes. 

## Construcción
Buques difíciles de categorizar, los de la clase Deutschland eran una forma de cruceros fuertemente blindados y artillados que en teoría se atenían a las limitaciones impuestas a Alemania por el Tratado de Versalles, pero en realidad las excedieron notablemente. Superaban las características de un crucero pesado, pero no llegaban a igualar las de un acorazado, por lo que la prensa y marinas extranjeras los bautizaron como «acorazados de bolsillo». El Deutschland fue encargado por la Reichsmarine al astillero Deutsche Werke de Kiel con la denominación Ersatz Preussen para reemplazar al viejo acorazado Preussen. Su quilla fue puesta en grada el 5 de febrero de 1929 bajo el número de construcción 219. El barco fue botado el 19 de mayo de 1931, día en que fue bautizado por el canciller alemán Heinrich Brüning. El buque comenzó a deslizarse accidentalmente por la grada mientras Brüning pronunciaba su discurso. Tras completar los trabajos de acondicionamiento comenzaron sus pruebas de mar en noviembre de 1932. Finalmente fue puesto en comisión en la flota alemana el 1 de abril de 1933.

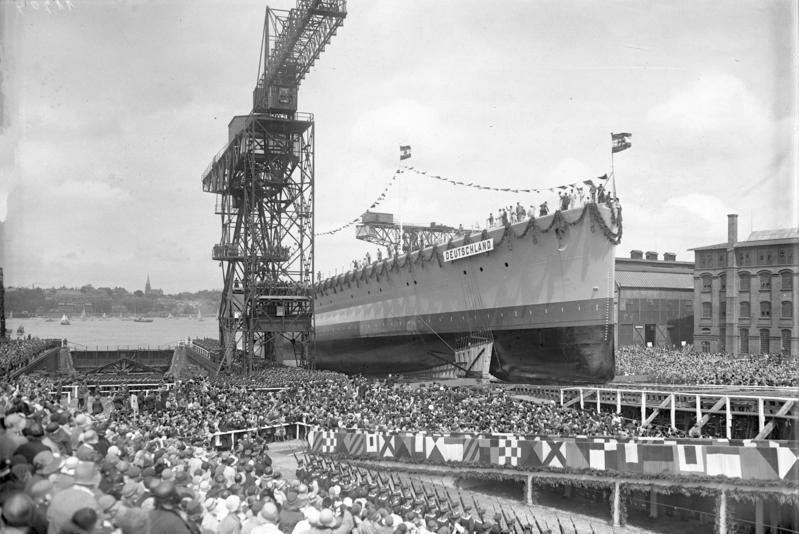
Botadura del Deutschland en Kiel el 19 de mayo de 1931.

El crucero tenía una eslora de 186 metros, una manga de 20,69 m y un calado máximo de 7,25 m. Su desplazamiento de diseño eran 12 430 t, y a plena carga llegaba a las 15 180, aunque oficialmente se declaró que estaba dentro de las 10 000 t impuestas por el Tratado de Versalles. Estaba propulsado por cuatro juegos de máquinas diésel MAN de 9 cilindros y dos tiempos que lo impulsaban a una velocidad máxima de 28,3 nudos (52,4 km/h) gracias a sus 54 000 CV (40 000 kW). A una velocidad de crucero de 20 nudos podía navegar 10 000 mn (18 522 km). Tal como fue diseñado su tripulación eran 33 oficiales y 586 marineros, aunque a partir de 1935 su número fue de 30 y 921-1024 respectivamente.
El armamento primario del Deutschland fueron seis cañones de 283 mm SK C/28 montados en dos torretas triples, delante y detrás de su superestructura. Portó además una batería secundaria de ocho cañones SK C/28 de 150 mm en torretas individuales agrupadas en el centro del barco. Su batería antiaérea original eran tres cañones de 88 mm L/45 que en 1935 fueron reemplazados por seis de 88 mm L/78. En 1940 los cañones de 88 mm fueron retirados y en su lugar se instalaron seis cañones de 105 mm L/65, cuatro de 37 mm y diez de 20 mm. Hacia el final de la guerra esta nutrida batería había sido reorganizada y comprendía seis cañones de 40 mm, diez de 37 mm y veintiocho de 20 mm.
El buque también fue equipado con un par de montajes cuádruples de tubos lanzatorpedos de 533 mm a popa de la cubierta. Contaba también con dos hidroaviones Arado Ar 196 y una catapulta para hacerlos despegar. El cinturón acorazado del Deutschland tenía entre 60 y 80 mm de espesor, la cubierta superior 17 mm, aunque la cubierta blindada llegaba hasta los 45 mm. Las torretas de las baterías principales contaban con planchas de 140 mm en sus caras y 80 mm a ambos lados. Su radar fue inicialmente un equipo FMG G(gO) «Seetakt», y en 1942 también se le instaló un equipo FuMO 26.

## Historial

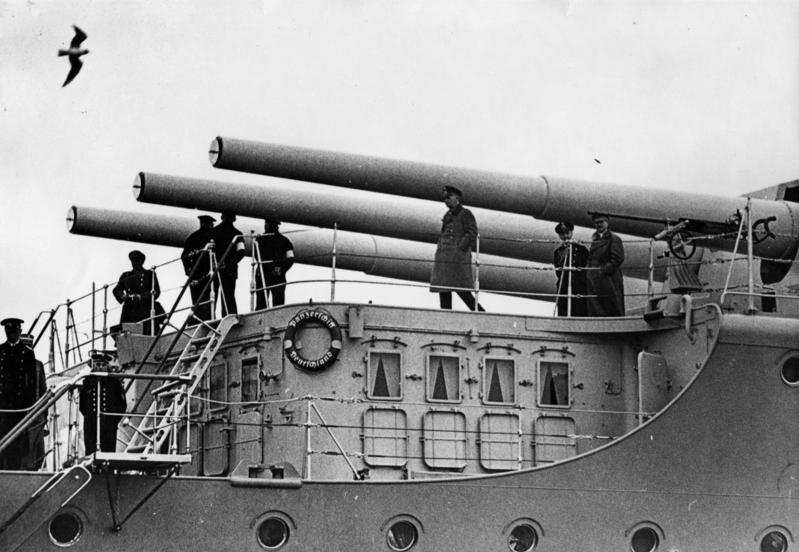
Adolf Hitler y Erich Raeder (ambos a la derecha de la imagen) a bordo del Deutschland en abril de 1934. Tras ellos, los cañones popeles de 280 mm.

El Deutschland estuvo la mayor parte de 1933 y 1934 realizando maniobras de entrenamiento. Las primeras pruebas de velocidad en mayo de 1933 indicaron que la velocidad máxima de 25 nudos era la preferible, pero el barco alcanzó sin problemas los 28 nudos en junio. Las pruebas se completaron en diciembre de 1933, cuando estaba listo para el servicio con la flota. El nuevo buque también hizo algunas visitas de cortesía a puertos extranjeros, como Gotemburgo en Suecia y, en octubre de 1934, a Edimburgo en Escocia. En abril de 1934 Adolf Hitler visitó el barco y, según los informes, lo recorrió en solitario y habló informalmente con los miembros de su tripulación.
El buque también realizó una serie de largos viajes de entrenamiento en el Atlántico en 1935, pues en marzo de ese año llegó hasta el mar Caribe y las aguas sudamericanas. Tras volver a Alemania entró en dique seco para reparaciones rutinarias de mantenimiento, además de para que le fueran instalados equipos adicionales. Fue entonces cuando se le instaló la catapulta para los hidroaviones Heinkel He 60. El Deutschland participó en maniobras de la flota en aguas alemanas a principios de 1936 y también se unió a su nuevo gemelo Admiral Scheer para un crucero por el Atlántico que incluyó una parada en Madeira.

### Guerra civil española
Tras el estallido de la guerra civil española en 1936 el Deutschland y el Admiral Scheer fueron desplegados en las costas españolas desde el 23 de julio para llevar a cabo patrullas de no intervención frente a las costas españolas de la zona republicana. Durante este despliegue sus torretas principales fueron pintadas con grandes líneas negras, rojas y blancas para facilitar su identificación desde el aire como buque neutral. Sus deberes incluyeron evacuar refugiados que huían de los combates, proteger barcos alemanes que transportaban suministros para los sublevados y labores de inteligencia para el bando franquista.

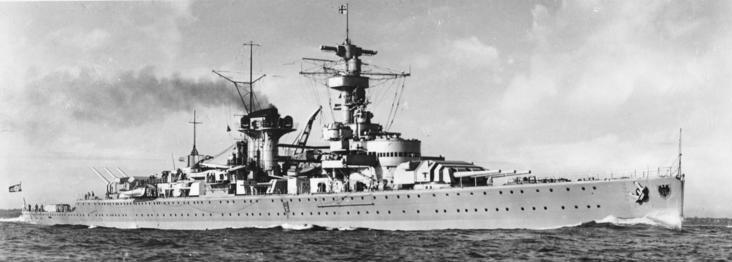
El Deutschland en una patrulla de no intervención en 1938.

En mayo de 1937 el Deutschland estaba atracado en el puerto de Palma, en Mallorca, junto con otros barcos de guerra neutrales de las armadas británica e italiana. El puerto fue atacado por aviones republicanos, aunque el fuego antiaéreo los dispersó. Los torpederos Seeadler y Albatross escoltaron al Deutschland hasta el puerto de Ibiza el 24 de mayo, y cuando estaba allí fondeado fue atacado de nuevo por aeronaves del bando republicano, un par de bombarderos soviéticos SB-2, pilotados por miembros de la Fuerza Aérea Soviética. Dos bombas le hicieron impacto: la primera penetró la cubierta superior, cerca del puente, y explotó sobre la cubierta blindada principal, mientras que la segunda cayó cerca de la tercera torreta de 150 mm de estribor y provocó varios incendios bajo las cubiertas. El ataque mató a 31 tripulantes alemanes e hirió a 74.
El Deutschland rápidamente levó anclas y zarpó. Se reunió con el Admiral Scheer para embarcar más médicos antes de navegar a Gibraltar, donde los fallecidos fueron enterrados con todos los honores militares. Sin embargo, diez días después Hitler ordenó que todos fueran exhumados y trasladados para ser enterrados en Alemania. Los heridos fueron evacuados a Gibraltar para recibir tratamiento. Hitler, furioso por el ataque, ordenó al Admiral Scheer bombardear el puerto de la ciudad republicana de Almería en represalia por el llamado «Incidente del Deutschland». Stalin, por su parte, prohibió estrictamente los ataques a naves alemanas e italianas.
La mayor parte de 1938 y 1939 las empleó el Deutschland en maniobras de entrenamiento con el resto de la flota y en diversas visitas de buena voluntad a puertos extranjeros, entre las que se incluyó un viaje a España tras la victoria de Francisco Franco en la Guerra Civil. También participó en grandes ejercicios de la flota en el Atlántico junto con su gemelo Admiral Graf Spee, los cruceros ligeros Köln, Leipzig y Nürnberg, varios destructores, U-boot y barcos de soporte.

### Segunda Guerra Mundial

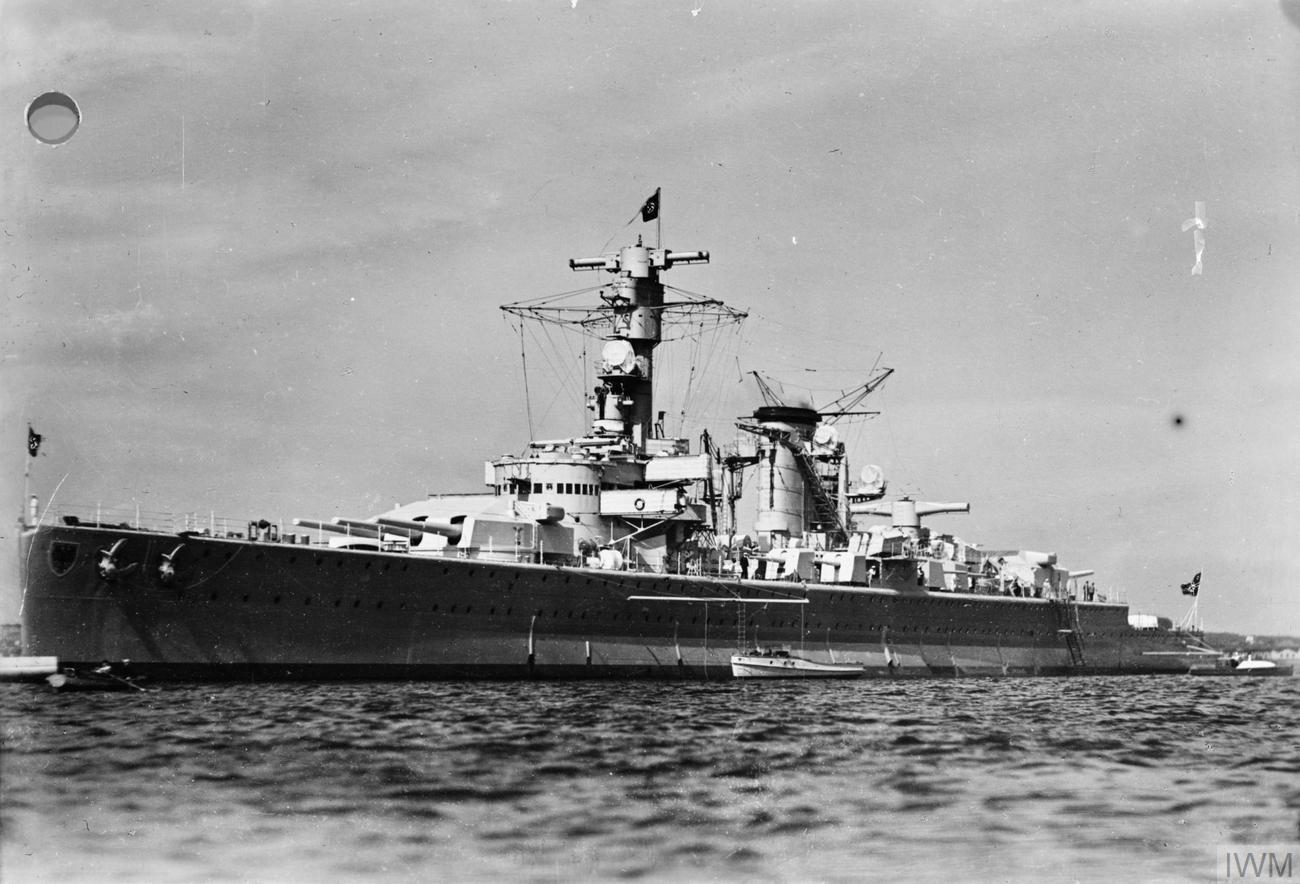
El Deutschland antes del estallido de la guerra.

El 24 de agosto de 1939, una semana antes de la invasión alemana de Polonia, el Deutschland zarpó de Wilhelmshaven con destino a una posición al sur de Groenlandia. Allí estaría listo para atacar el tráfico de mercantes aliados en el caso de una guerra general tras el ataque a Polonia. El barco de suministro Westerwald fue asignado para darle apoyo durante la operación. Al Deutschland se le ordenó observar estrictamente las reglas, que pedían a los corsarios detener y registrar barcos de contrabando antes de hundirlos, y asegurarse de que sus tripulaciones eran evacuadas de forma segura. También se le pidió evitar el combate con cualquier fuerza naval, incluso inferior, pues la interrupción del comercio era el objetivo principal. Hitler esperaba asegurar una paz negociada con el Reino Unido y Francia después de invadir Polonia, y por lo tanto no autorizó al Deutschland atacar barcos mercantes británicos y franceses hasta el 26 de septiembre. Para entonces, el crucero se había movido al sur para atacar en la línea marítima Bermudas-Azores.
El 5 de octubre hundió el transporte británico Stonegate, aunque no antes de que este enviara una señal de socorro informando a los buques en la zona de la presencia del Deutschland. Entonces puso rumbo norte hacia la ruta de Halifax, donde el 9 de octubre encontró al buque estadounidense City of Flint, al que confiscó las 4963 t de mercancía de contrabando que transportaba. La tripulación del barco fue hecha prisionera y unos tripulantes alemanes tomaron el control del navío con la misión de llevarlo a Alemania vía Múrmansk. Sin embargo, el transporte fue apresado por Noruega cuando atracó en Haugesund, y el control del mismo volvió a su tripulación original. Mientras tanto, el 14 de octubre, el Deutschland encontró y hundió el transporte noruego Lorentz W Hansen, de 1918 t. El mismo día detuvo al velero neutral danés Kongsdal, y cuando comprobó que se dirigía a un puerto neutral, los prisioneros del Lorentz W Hansen fueron embarcados en él y se le permitió continuar. El Kongsdal informó a la Marina Real Británica del incidente y confirmó que el Deutschland era el buque corsario en el Atlántico Norte.
El mal tiempo en el Atlántico obstaculizó las acciones corsarias del Deutschland, aunque también hizo desistir a varios buques aliados asignados a su caza. La unidad naval francesa Force de Raid, basada en el acorazado Dunkerque, estaba ocupada en proteger los convoyes en torno a Gran Bretaña para prevenir el ataque a los mismos del Deutschland. A principios de noviembre el Alto Mando Naval alemán requirió al buque, que pasó a través del estrecho de Dinamarca el día 15 y ancló en Gotenhafen el 17. En el transcurso de su misión corsaria solo había hundido dos barcos y capturado un tercero. En 1940 fue revisado a fondo y se sustituyó su roda de proa recta por una más redondeada destinada a mejorar sus cualidades marineras. Fue entonces cuando fue reclasificado como crucero pesado y renombrado Lützow. El Großadmiral Erich Raeder, comandante en jefe de la Kriegsmarine, tomó la decisión de cambiarle el nombre por varias razones, pues ello confundiría a la inteligencia aliada, además de evitar el peso propagandístico que tendría durante la guerra el hundimiento de un barco con el nombre de la nación. El crucero Lützow, de clase Admiral Hipper, fue vendido a la Armada Soviética y se pretendió que la reutilización de su nombre para el Deutschland ocultara la transacción. Los retoques duraron hasta marzo de 1940, tras lo que se pretendía enviar la nave a otra operación corsaria en el Atlántico Sur. Sin embargo, en abril fue asignado a las fuerzas participantes en la invasión de Noruega.

#### OperaciónWeserübung
El Lützow fue asignado al Grupo 5, junto al nuevo crucero pesado Blücher y el crucero ligero Emden, bajo mando del contralmirante Oskar Kummetz, que izó su bandera en el Blücher. El Grupo 5 fue destinado a tomar Oslo, la capital de Noruega, y transportó para ello una fuerza de 2000 soldados de las tropas de montaña de la Wehrmacht, de los que el Lützow embarcó unos 400. La fuerza partió de Alemania el día 8 de abril y atravesó el estrecho Kattegat. Estando en ruta el submarino británico HMS Triton la torpedeó sin éxito y los torpederos alemanes lo atacaron y pusieron en huida.
Poco antes de la medianoche del día 8 la fuerza atravesó el anillo exterior de baterías costeras noruegas. El Lützow pasó justo a la zaga del buque insignia, con el Emden a popa. La densa niebla y los requisitos de neutralidad, que exigían a los noruegos realizar disparos de advertencia, permitió a los alemanes evitar daños iniciales. Sin embargo, los nórdicos estaban en alerta, incluidos los encargados de los cañones de la fortaleza de Oscarsborg. Navegando en el interior del fiordo de Oslo a una velocidad de 12 nudos (22 km/h), los alemanes entraron en el rango de los cañones noruegos, de 280 mm, 150 mm y 57 mm, que abrieron fuego contra los invasores. Durante la batalla del estrecho Drøbak, el Blücher recibió varios y fatales impactos de obuses y torpedos que lo hicieron escorar, volcar y hundirse en muy poco tiempo, llevándose la vida de unos 1000 marineros y soldados. El Lützow recibió tres impactos de 150 mm de la batería de Oscarsborg que le causaron daños graves.

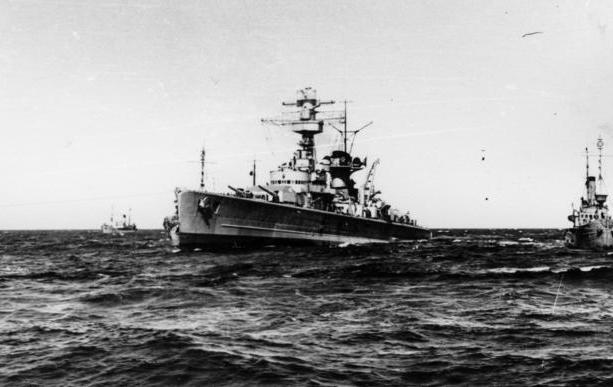
El Lützow en el mar poco después de ser torpedeado por el sumergible británico HMS Spearfish. Abril de 1940.

Su torreta trasera recibió un impacto que deshabilitó su cañón central y dañó el derecho, hiriendo cuatro hombres. Un segundo obús penetró las cubiertas superior y principal, incendiando el hospital del barco y su sala de operaciones, además de matar a dos soldados y herir de gravedad a seis más. El tercero hizo blanco en la superestructura, detrás de la grúa de babor de las aeronaves, destrozando un hidroavión y matando a cuatro artilleros. En respuesta, el crucero solo pudo disparar su batería secundaria. Los daños sufridos obligaron a todo el escuadrón a dar media vuelta y salir del fiordo. Las tropas fueron desembarcadas en la bahía Verle, tras lo que el Lützow usó sus cañones operativos de 280 mm para proveer fuego de soporte. En la tarde del 9 de abril la mayoría de las fortalezas noruegas habían sido tomadas y el comandante de las fuerzas noruegas restantes abrió negociaciones para la rendición. A pesar de todo, el retraso dio tiempo al gobierno y la familia real noruegos para escapar de Oslo.

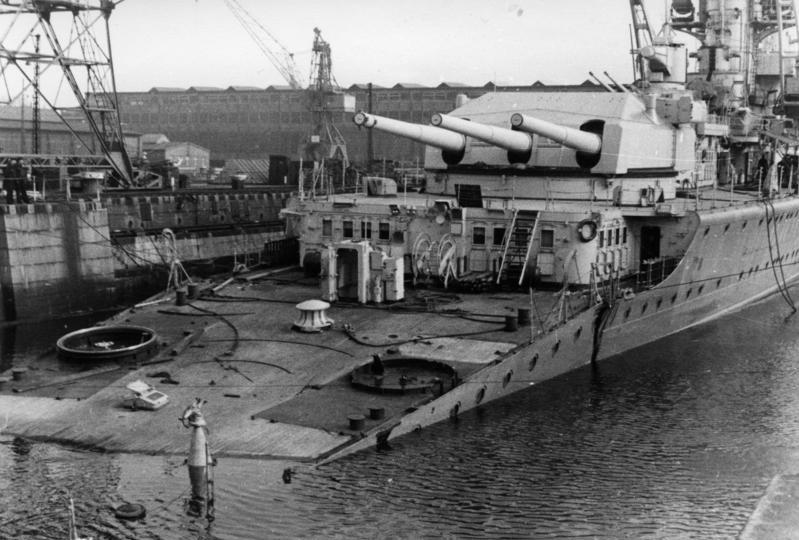
El Lützow en Kiel tras ser torpedeado en su regreso de Noruega.

Los daños en el Lützow llevaron a la Kriegsmarine a ordenar su regreso a Alemania para reparaciones, viaje que hubo de hacer a toda máquina para evitar a los submarinos mientras el resto del Grupo 5 permanecía en Noruega. A pesar de ello, el sumergible británico HMS Spearfish lo atacó y le hizo un grave impacto de torpedo que destrozó su timón, causando su colapso y volando todo el aparato de dirección. Imposible de maniobrar, el Lützow fue remolcado a puerto y puesto fuera de comisión para ser arreglado, lo que llevó casi un año. Durante el ataque en Noruega murieron diecinueve hombres a bordo del crucero y resultaron heridos otros quince en el impacto del torpedo. A pesar del revés, su capitán August Thiele fue galardonado con la Cruz de Caballero de la Cruz de Hierro por sus acciones durante la batalla del estrecho Drøbak, en la que tomó el mando del Grupo 5 tras el hundimiento del Blücher.
El buque fue recomisionado para el servicio el 31 de marzo de 1941, tras lo que la Kriegsmarine planeó enviarlo a la operación de corso ya prevista el año anterior. Su gemelo Admiral Scheer se le uniría para ello, y el día 12 partió hacia Noruega con una escolta de destructores. Aviones torpederos británicos lo atacaron frente a Egersund y le hicieron un impacto que deshabilitó su sistema eléctrico y lo dejó inmóvil. La tripulación realizó arreglos de emergencia que le permitieron regresar a Alemania, donde estuvo en Kiel seis meses para ser reparado. Para el 10 de mayo de 1942 el barco fue declarado finalmente listo para la acción.

#### Despliegue en Noruega
El Lützow salió de Alemania el 15 de mayo de 1942 en dirección a Noruega, y para el 25 ya se encontraba en compañía del Admiral Scheer en la Bahía Bogen. Fue nombrado buque insignia del vicealmirante Kummetz, comandante del Kampfgruppe 2. La escasez de fuel restringió las operaciones, a pesar de lo cual ambos cruceros fueron capaces de realizar unas limitadas maniobras de entrenamiento. El Kampfgruppe 2 fue asignado a la Operación Rösselsprung, un ataque al convoy PQ 17 que se dirigía a la Unión Soviética. El 3 de julio levaron anclas, pero en medio de una densa niebla el Lützow y tres destructores encallaron y resultaron dañados. Los británicos detectaron la salida alemana y ordenaron al convoy dispersarse. Conscientes de la pérdida del factor sorpresa, los germanos abortaron el ataque de superficie en favor del ataque al convoy por parte de U-boots y aeronaves de la Luftwaffe. Veinticuatro de los treinta y cinco transportes componentes del convoy fueron hundidos. El Lützow volvió una vez más a Alemania para ser reparado y allí permaneció hasta fines de octubre. Comenzó unas breves pruebas de mar el 30 de octubre y retornó a Noruega a principios de noviembre junto a una escolta de destructores, echando anclas en Narvik el 12 del mismo.

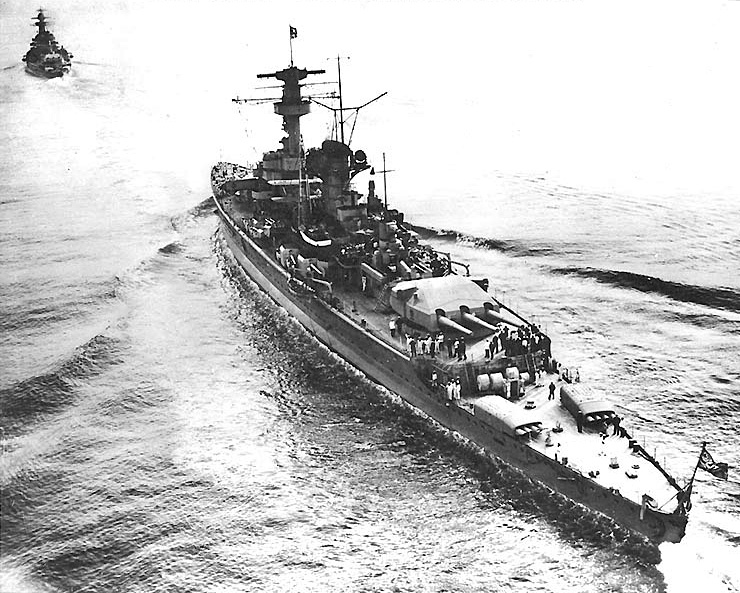
El crucero en diciembre de 1939. Le precede uno de sus buques gemelos, el Admiral Scheer o el Admiral Graf Spee.

El 30 de diciembre dejó el puerto noruego junto al crucero pesado Admiral Hipper y seis destructores para la Operación Regenbogen, una misión de ataque al convoy JW 51B que, según la inteligencia alemana, iba pobremente escoltado. El plan de Kummetz fue dividir su fuerza a la mitad: él, a bordo del Admiral Hipper y junto con tres destructores, atacaría desde el norte para atraer los escoltas, el Lützow y los otros tres destructores podrían entonces atacar el indefenso convoy desde el sur. A las 09:15 del día 31 el destructor británico Obdurate avistó a los tres destructores que daban cobertura al Admiral Hipper, aunque los alemanes abrieron fuego primero. Cuatro de los otros cinco destructores de escolta se apresuraron a unirse al combate, mientras el Achates tendía una pantalla de humo para ocultar los transportes. Kummetz entonces dio la vuelta para llevarse a los escoltas. El capitán Robert Sherbrooke, comandante de los escoltas británicos, dejó dos destructores para proteger al convoy mientras él se lanzaba con los otros cuatro en persecución del Admiral Hipper.
Mientras tanto, el Lützow navegaba hacia el convoy desde el sur, y a las 11:42 abrió fuego. Las difíciles condiciones dificultaron sus disparos, que cesaron a las 12:03 sin ningún impacto. La Fuerza R, centrada en los cruceros Sheffield y Jamaica bajo mando del contralmirante Robert Burnett, daba apoyo lejano al convoy aliado y se apresuró a entrar en escena. Los cruceros entablaron combate con el Admiral Hipper, que había estado disparando a babor contra el destructor Obedient. Los barcos de Burnett se le aproximaron por estribor y lo cogieron por sorpresa. Al Lützow se le ordenó detener el ataque al convoy y acudir a reforzar al Admiral Hipper, aunque sin darse cuenta se aproximó demasiado a los cruceros Sheffield y Jamaica. Tras identificarlos como enemigos los atacó, aunque sus andanadas volvieron a ser imprecisas. Los cruceros británicos viraron hacia este y cayeron bajo fuego de los dos buques alemanes. Burnett decidió enseguida retirarse en vista de la superioridad de sus oponentes, pues sus barcos portaban cada uno seis cañones de 150 mm por los cañones de 203 mm y 280 mm del Admiral Hipper y el Lützow, respectivamente.

#### Operaciones en el Báltico
Hitler se enfureció por el fracaso en la destrucción del convoy y ordenó que todos los buques capitales alemanes fueran desguazados para chatarra. En señal de protesta, Raeder dimitió. Hitler lo sustituyó por el almirante Karl Dönitz, que consiguió persuadir al Führer para rescindir la orden de desmantelar los buques de superficie de la Kriegsmarine. En marzo el Lützow se movió al fiordo de Alta, donde tuvo problemas en sus máquinas diésel que necesitaron de reparaciones en Alemania, tras lo que volvió rápidamente a Noruega. A pesar de ello, a finales de septiembre de 1943 requería de una revisión a fondo, que fue completada en Kiel para enero de 1944. Después de ello permaneció en el mar Báltico para realizar cruceros de entrenamiento para los nuevos miembros de la Marina.
El 13 de abril de 1945 veinticuatro bombarderos Avro Lancaster británicos atacaron al Lützow y el Prinz Eugen, aunque no les hicieron impacto gracias a la nubosidad. La RAF realizó otro infructuoso ataque dos días después, pero el 16 de abril una fuerza de dieciocho Lancaster hizo un único impacto al Lützow con una enorme bomba Tallboy en el canal Kaiserfahrt. El agua era poco profunda y su cubierta permaneció dos metros sobre ella, permitiendo el uso de su batería principal contra el avance del Ejército Rojo. Continuó en este rol hasta el 4 de mayo, cuando había gastado toda su munición. Su tripulación le colocó cargas para destrozar el casco y echarlo a pique, pero un fuego provocó la detonación prematura de los explosivos. El destino final del Lützow no está claro, como el de la mayoría de barcos capturados por los soviéticos. De acuerdo con los historiadores Erich Gröner y M. J. Whitley, la Armada Soviética lo reflotó en septiembre de 1947 y lo desguazó en los dos años siguientes. Los historiadores Hildebrand, Röhr y Steinmetz, en su libro Die Deutschen Kriegsschiffe, defienden que el crucero se hundió frente a Kolberg, afirmando que el Lützow desguazado a finales de la década de 1940 era el crucero pesado de clase Admiral Hipper que los alemanes habían vendido a los soviéticos en el año 1940.